# Rádio Barra do Piraí
A Rádio Barra do Piraí é uma emissora de rádio da cidade de Barra do Piraí, no estado do Rio de Janeiro. Fundada em 28 de Outubro de 1946, é uma das emissoras mais antigas da região. Opera na frequência de 1470 kHz AM, e pertence ao Grupo RBP de Comunicação. 
Suas instalações ficam localizadas na Rua Ana Nery, nº 120 – 9º Andar (Centro). Sua programação é basicamente informativa, assistencial e contendo muita música nacional. Com novo e moderno transmissor, inaugurado em dezembro de 2005, hoje a emissora tem atingindo extensa área da Região Sul Fluminense, com excelentes níveis de audiência ao longo de sua programação.

## Programação

### Segunda a Sexta
- 06:00 às 08:00 - Brasil Rural, com Idelmo Brum
- 08:00 às 12:00 - Show da Manhã, com Nilton Luis
- 12:00 às 15:00 - Repórter Policial, com Willians Renato (o Gato Preto)
- 15:00 às 16:00 - Ponto de Fé, com Pastores da Igreja Universal
- 16:00 às 18:00 - Tarde Total, com Everaldo Moreira
- 18:00 às 18:20 - Consagração a Nossa Senhora, com Padre José Antônio da Silva
- 18:20 às 18:55 - Rádio Barra do Piraí nos Esportes, com Everaldo Moreira
- 18:55 às 19:00 - Encerramento
- 19:00 às 20:00 - A Voz do Brasil, com a equipe da Radiobrás
- 20:00 às 24:00 - Show da Noite, com Mauro Morcegão

### Sábados
- 06:00 às 08:00 - Saudade Sertaneja, com Equipe 1470
- 08:00 às 10:00 - Música e Informação, com Equipe 1470
- 10:00 às 12:00 - Paradão da Semana, com Equipe 1470
- 12:00 às 14:00 - Na Boca do Povo, com Frank Tavares
- 14:00 às 17:00 - Som da Minha Terra, com Ruy dos Teclados
- 17:00 às 18:00 - Igreja Universal do Reino de Deus
- 18:00 às 24:00 - Músicas Sem Intervalos
- Às 24h, encerramento da programação.

### Domingos
- 06:00 às 08:00 - Saudade Sertaneja, com Equipe 1470
- 08:00 às 09:00 - Especial, com Equipe 1470
- 09:00 às 09:30 - Informativo Rádio Barra do Piraí, com Equipe de Jornalismo
- 09:30 às 09:45 - Previsões Astrológicas, com Equipe 1470
- 09:45 às 10:00 - Momento Esportivo, com Equipe de Esportes
- 10:00 às 11:00 - Especial, com Equipe 1470
- 11:00 às 12:00 - Pagode & Cia., com Equipe 1470
- 12:00 às 24:00 - Músicas sem Intervalos
- Às 24h, encerramento da programação.

## Ligações Externas
- «Sítio oficial»